# Добре намјере
„Добре намере“ је хрватска драмска серија која је кренула са емитовањем 6. новембра 2007, а завршила се 1. јула 2008. Емитована је два пута, односно једном недељно у јесењој и пролећној програмској шеми на Хрватској радио-телевизији. Трајање сваке епизоде је око 42 минута. Серија се у Србији емитовала на ТВ Б92 током лета 2009. године радним данима у термину од 16:30.

## Радња
У 62 епизоде описан је живот породице Деверић. После сумњивог самоубиства бизнисмена Томислава Деверића, његови синови Даријо (Енес Вејзовић) и Вјеран (Кристијан Угрина) покушавају да врате мир својој породици. Зато се поново састају са своја два пријатеља из детињства, Антом Бакулом (Елвис Бошњак) и Иваном Колићем (Дражен Шивак) како би направили заједнички пословни подухват. У том подухвату тајно учествује и криминалац Дино Љубас (Горан Гргић) који са Бакулом и Колићем склапа договор да насамаре и преваре Девериће. Тај подухват се, у ствари, односи на преузимање Комлекса, фирме која је пропала док ју је водио Томислав Деверић. Они желе да на том простору изграде тржни центар под називом Аграм-Плаза. Ситуацију додатно компликују убиства партнера који су радили са Томиславом Деверићем, као и ривалство супруга главних ликова...

## Критике
На сајту kamo.hr радња је описана као породична драма и трилер, која има утемељење у реалном животу. Заправо, према писању сајта mojtv.hr, радња се базира на црним хроникама из хрватских новина у последњих 20 година. Према писању истог сајта, продукција „Одеон“ је наметнула високе стандарде, „фуриозни крај“ је донекле оправдао очекивања, а глумац Горан Гргић је направио улогу живота. Посебно је до изражаја дошао лик Тонке Бакуле, која је успела да од ћутљиве, наивне и повучене супруге изгради свој став и постане независна, промућурна и успешна жена.

## Улоге
| Глумац               | Улога            |
| -------------------- | ---------------- |
| Елвис Бошњак         | Анте Бакула      |
| Сандра Лончарић      | Тонка Бакула     |
| Енес Вејзовић        | Дарио Деверић    |
| Кристијан Угрина     | Вјеран Деверић   |
| Јелена Перчин        | Нина Деверић     |
| Горан Гргић          | Дино Љубас       |
| Долорес Ламбаша      | Жељка Љубас      |
| Дражен Шивак         | Иван Колић       |
| Леона Парамински     | Лада Банов Колић |
| Сретен Мокровић      | инспектор Бобан  |
| Бисерка Ипша         | Барбара Деверић  |
| Божидар Орешковић    | Томислав Деверић |
| Хрвоје Баришић       | Мушкарац         |
| Дора Фистер          | Марија Деверић   |
| Горан Коши           | др Јаков Ћорлука |
| Јанко Ракош          | инспектор Перо   |
| Аљоша Вучковић       | Славен           |
| Костадинка Велковска | Госпођа Муллер   |